# Lloyd Morgan
Pour les articles homonymes, voir Morgan.
Conwy Lloyd Morgan est un biologiste et psychologue anglais, né à Londres le 6 février 1852 et mort à Hastings, le 6 mars 1936. Il est l'un des chefs de file de l'émergentisme britannique. Il a notamment développé une conception émergentiste de l'évolution. Il fut le premier en Angleterre dont l'œuvre en psychologie animale fut reconnue scientifiquement. Il est aujourd'hui surtout associé au canon de Morgan, principe de rigueur scientifique qui doit permettre d'éviter les interprétations anthropomorphiques du comportement animal.  

## Parcours
C. Lloyd Morgan étudie la biologie sous la direction de Thomas H. Huxley. Il enseigne la zoologie et la géologie de 1878 à 1883 à l'University College de Bristol dont il est le président de 1887 à 1909. Il enseigne ensuite la psychologie et l'éthique jusqu'à sa retraite en 1919. C'est durant ses années de retraite qu'il entreprend d'élaborer un véritable système métaphysique.

## Philosophie et métaphysique
Dans Emergent Evolution (1923) puis dans Life, Mind and Spirit (1926), Morgan expose un système métaphysique qui doit beaucoup aux idées de Samuel Alexander. Il y défend la thèse de l'évolution émergente : l'évolution des organismes n'est pas un processus uniforme et continu mais un processus au cours duquel apparaissent des propriétés radicalement nouvelles, comme la vie ou la conscience. Il y a donc au cours de l'évolution des points de rupture lorsqu'un certain niveau de complexité est atteint. L'apparition de nouvelles propriétés n'est ni explicable ni prévisible de façon scientifique, car, contrairement aux propriétés « résultantes », l'existence de ces propriétés ne peut se déduire de leurs conditions de base. Elles sont dites en ce sens « émergentes ».
Morgan considère la réalité comme un processus d'évolution qui génère une hiérarchie de niveaux successifs, chacun qualitativement différents les uns des autres. Le niveau le plus élevé est celui de l'esprit ou de la conscience, qui émerge à partir du niveau moins élevé de la vie biologique, lui-même émergeant sur une base purement matérielle, chaque niveau étant la condition de possibilité du niveau supérieur. Selon le schème de Morgan, la possibilité que le mental puisse émerger directement de la matière est exclue : « Pas d'esprit sans vie. Pas de vie sans base physique. » La matière et l'esprit ne sont donc pas pour Morgan des entités distinctes (dualisme), mais des aspects qualitativement différents d'une même réalité qui tend vers le spirituel.

### Ouvrages
- Animal, Life and Intelligence, Londres, Edward Arnold, 1890.
- An Introduction to Companion Psychology, Londres, Walter Scott, 1894.
- Animal Behaviour, Londres, Edward Arnold, 1900.
- The Interpretation of Nature, Bristol, J. W. Arrowsmith, 1905.
- Instinct and Experience, Londres, Methuen, 1912
- Emergent Evolution, Londres, Williams & Norgate, 1923.
- Life, Mind and Spirit, N-Y, Henry Holt & Co., 1926
- The Animal Mind, Londres, Edward Arnold, 1930.
- The Emergence of Novelty, Londres, Williams & Norgate, 1933.